# Takayuki Komine
Takayuki Komine (小峯 隆幸, Komine Takayuki) est un footballeur japonais né le 25 avril 1974.